# 14505 Barentine
14505 Barentine eller 1996 AW4 är en asteroid i huvudbältet som upptäcktes den 12 januari 1996 av Spacewatch vid Kitt Peak-observatoriet. Den är uppkallad efter den amerikanske astronomen John C. Barentine.
Asteroiden har en diameter på ungefär 4 kilometer och den tillhör asteroidgruppen Nysa.